# UCI ProSeries 2022
Navigation
Édition précédente Édition suivante
L'UCI ProSeries 2022 est la troisième édition de l'UCI ProSeries, le deuxième niveau de compétition dans l'ordre d'importance du cyclisme sur route masculin après l'UCI World Tour. Cette division, gérée par  l'Union cycliste internationale, est composée de 51 compétitions organisées du 2 février au 18 octobre 2022 en Europe, en Amérique et en Asie.

## Équipes
Les équipes qui peuvent participer aux différentes courses dépendent de leur licence.
| Catégorie                 | Équipes |
| ------------------------- | --- |
| 1.Pro (Course d'un jour)  | * UCI WorldTeam (max 70 %) * UCI ProTeam * Équipe continentale du pays * Équipe continentale étrangère (max 2) * Sélection nationale du pays organisateur |
| 2.Pro (Course par étapes) | * UCI WorldTeam (max 70 %) * UCI ProTeam * Équipe continentale du pays * Équipe continentale étrangère (max 2) * Sélection nationale du pays organisateur |

## Courses
Cette édition comprend 51 courses dont 30 courses d'un jour (1.Pro) et 21 courses par étapes (2.Pro). Il y a 47 épreuves en Europe, 3 en Asie et 1 aux Amériques.

## Calendrier des épreuves et vainqueurs
| Date            | Course                            | Pays               | Classe | Vainqueur            | Équipe                             |
| --------------- | --------------------------------- | ------------------ | ------ | -------------------- | ---------------------------------- |
| 2-6 février     | Tour de la Communauté valencienne | Espagne            | 2.Pro  | Aleksandr Vlasov     | Bora-Hansgrohe                     |
| 10-13 février   | Tour de La Provence               | France             | 2.Pro  | Nairo Quintana       | Arkéa-Samsic                       |
| 10-15 février   | Tour d'Oman                       | Oman               | 2.Pro  | Jan Hirt             | Intermarché-Wanty-Gobert Matériaux |
| 13 février      | Clásica de Almería                | Espagne            | 1.Pro  | Alexander Kristoff   | Intermarché-Wanty-Gobert Matériaux |
| 16-20 février   | Tour de l'Algarve                 | Portugal           | 2.Pro  | Remco Evenepoel      | Quick-Step Alpha Vinyl             |
| 16-20 février   | Tour d'Andalousie                 | Espagne            | 2.Pro  | Wout Poels           | Bahrain Victorious                 |
| 26 février      | Ardèche Classic                   | France             | 1.Pro  | Brandon McNulty      | UAE Team Emirates                  |
| 27 février      | Drôme Classic                     | France             | 1.Pro  | Jonas Vingegaard     | Jumbo-Visma                        |
| 27 février      | Kuurne-Bruxelles-Kuurne           | Belgique           | 1.Pro  | Fabio Jakobsen       | Quick-Step Alpha Vinyl             |
| 2 mars          | Trofeo Laigueglia                 | Italie             | 1.Pro  | Jan Polanc           | UAE Team Emirates                  |
| 16 mars         | Nokere Koerse                     | Belgique           | 1.Pro  | Tim Merlier          | Alpecin Fenix                      |
| 16 mars         | Milan-Turin                       | Italie             | 1.Pro  | Mark Cavendish       | Quick-Step Alpha Vinyl             |
| 17 mars         | Grand Prix de Denain              | France             | 1.Pro  | Max Walscheid        | Cofidis                            |
| 18 mars         | Bredene Koksijde Classic          | Belgique           | 1.Pro  | Pascal Ackermann     | UAE Team Emirates                  |
| 27 mars         | Grand Prix de Larciano            | Italie             | 1.Pro  | Diego Ulissi         | UAE Team Emirates                  |
| 2 avril         | Grand Prix Miguel Indurain        | Espagne            | 1.Pro  | Warren Barguil       | Arkéa-Samsic                       |
| 6 avril         | Grand Prix de l'Escaut            | Belgique           | 1.Pro  | Alexander Kristoff   | Intermarché-Wanty-Gobert Matériaux |
| 10-17 avril     | Tour de Turquie                   | Turquie            | 2.Pro  | Patrick Bevin        | Israel-Premier Tech                |
| 13 avril        | Flèche brabançonne                | Belgique           | 1.Pro  | Magnus Sheffield     | Ineos Grenadiers                   |
| 18-22 avril     | Tour des Alpes                    | Italie et Autriche | 2.Pro  | Romain Bardet        | DSM                                |
| 3-8 mai         | Quatre Jours de Dunkerque         | France             | 2.Pro  | Philippe Gilbert     | Lotto-Soudal                       |
| 14 mai          | Grand Prix du Morbihan            | France             | 1.Pro  | Julien Simon         | TotalEnergies                      |
| 15 mai          | Tro Bro Leon                      | France             | 1.Pro  | Hugo Hofstetter      | Arkéa-Samsic                       |
| 24-29 mai       | Tour de Norvège                   | Norvège            | 2.Pro  | Remco Evenepoel      | Quick-Step Alpha Vinyl             |
| 26-29 mai       | Boucles de la Mayenne             | France             | 2.Pro  | Benjamin Thomas      | Cofidis                            |
| 5 juin          | Brussels Cycling Classic          | Belgique           | 1.Pro  | Taco van der Hoorn   | Intermarché-Wanty-Gobert Matériaux |
| 8-12 juin       | ZLM Tour                          | Pays-Bas           | 2.Pro  | Olav Kooij           | Jumbo-Visma                        |
| 11 juin         | À travers le Hageland             | Belgique           | 1.Pro  | Oscar Riesebeek      | Alpecin Fenix                      |
| 15-19 juin      | Tour de Belgique                  | Belgique           | 2.Pro  | Mauro Schmid         | Quick-Step Alpha Vinyl             |
| 15-19 juin      | Tour de Slovénie                  | Slovénie           | 2.Pro  | Tadej Pogačar        | UAE Team Emirates                  |
| 23-27 juillet   | Tour de Wallonie                  | Belgique           | 2.Pro  | Robert Stannard      | Alpecin-Deceuninck                 |
| 2-6 août        | Tour de Burgos                    | Espagne            | 2.Pro  | Pavel Sivakov        | Ineos Grenadiers                   |
| 10 août         | Circuit franco-belge              | Belgique           | 1.Pro  | Alexander Kristoff   | Intermarché-Wanty-Gobert Matériaux |
| 11-14 août      | Arctic Race of Norway             | Norvège            | 2.Pro  | Andreas Leknessund   | Team DSM                           |
| 16-20 août      | Tour du Danemark                  | Danemark           | 2.Pro  | Christophe Laporte   | Jumbo-Visma                        |
| 24-28 août      | Tour d'Allemagne                  | Allemagne          | 2.Pro  | Adam Yates           | Ineos Grenadiers                   |
| 4 septembre     | Maryland Cycling Classic          | États-Unis         | 1.Pro  | Sep Vanmarcke        | Israel-Premier Tech                |
| 4-11 septembre  | Tour de Grande-Bretagne           | Grande-Bretagne    | 2.Pro  | Gonzalo Serrano      | Movistar                           |
| 11 septembre    | Grand Prix de Fourmies            | France             | 1.Pro  | Caleb Ewan           | Lotto-Soudal                       |
| 13-17 septembre | Tour de Luxembourg                | Luxembourg         | 2.Pro  | Mattias Skjelmose    | Trek-Segafredo                     |
| 14 septembre    | Grand Prix de Wallonie            | Belgique           | 1.Pro  | Mathieu van der Poel | Alpecin-Deceuninck                 |
| 15 septembre    | Coppa Sabatini                    | Italie             | 1.Pro  | Daniel Martínez      | Ineos Grenadiers                   |
| 17 septembre    | Primus Classic                    | Belgique           | 1.Pro  | Jordi Meeus          | Bora-Hansgrohe                     |
| 1 octobre       | Tour d'Émilie                     | Italie             | 1.Pro  | Enric Mas            | Movistar                           |
| 3 octobre       | Tour de Münster                   | Allemagne          | 1.Pro  | Olav Kooij           | Jumbo-Visma                        |
| 3 octobre       | Coppa Bernocchi                   | Italie             | 1.Pro  | Davide Ballerini     | Quick-Step Alpha Vinyl             |
| 4 octobre       | Trois vallées varésines           | Italie             | 1.Pro  | Tadej Pogačar        | UAE Team Emirates                  |
| 6 octobre       | Tour du Piémont                   | Italie             | 1.Pro  | Iván García Cortina  | Movistar                           |
| 9 octobre       | Paris-Tours                       | France             | 1.Pro  | Arnaud Démare        | Groupama-FDJ                       |
| 11-18 octobre   | Tour de Langkawi                  | Malaisie           | 2.Pro  | Iván Sosa            | Movistar                           |
| 16 octobre      | Japan Cup                         | Japon              | 1.Pro  | Neilson Powless      | EF Education-EasyPost              |